# Saltos ornamentais no Campeonato Europeu de Esportes Aquáticos de 2022 - Plataforma 10 m sincronizado masculino
A prova da plataforma 10 m sincronizado masculino dos saltos ornamentais no Campeonato Europeu de Esportes Aquáticos de 2022 ocorreu no dia 19 de agosto no Foro Italico, em Roma na Itália. 

## Calendário
| Fase  | Data         | Hora  |
| ----- | ------------ | ----- |
| Final | 19 de agosto | 15:30 |

Todos os horários estão no horário local (UTC+1)

## Medalhistas
| Ouro                                     | Prata                                     | Bronze                                    |
| Reino Unido · Ben Cutmore · Kyle Kothari | Ucrânia · Kirill Boliukh · Oleksiy Sereda | Alemanha · Timo Barthel · Jaden Eikermann |

## Resultados
Esses foram os resultados da competição.
| Pos.              | Nacionalidade | Saltadores                            | Pontos | Pontos | Pontos | Pontos | Pontos | Pontos | Pontos |
| Pos.              | Nacionalidade | Saltadores                            | T1     | T2     | T3     | T4     | T5     | T6     | Total  |
| ----------------- | ------------- | ------------------------------------- | ------ | ------ | ------ | ------ | ------ | ------ | ------ |
| Medalha de ouro   | Reino Unido   | Ben Cutmore Kyle Kothari              | 45.60  | 49.80  | 72.00  | 75.24  | 71.04  | 76.80  | 390.48 |
| Medalha de prata  | Ucrânia       | Kirill Boliukh Oleksiy Sereda         | 47.40  | 51.00  | 79.68  | 72.00  | 69.12  | 68.82  | 388.02 |
| Medalha de bronze | Alemanha      | Timo Barthel Jaden Eikermann          | 47.40  | 48.00  | 70.08  | 67.32  | 68.34  | 68.16  | 369.30 |
| 4                 | Itália        | Andreas Larsen Eduard Timbretti Gugiu | 49.80  | 47.40  | 59.40  | 69.30  | 64.35  | 72.00  | 362.25 |
| 5                 | Grécia        | Nikolaos Molvalis Athanasios Tsirikos | 47.40  | 46.20  | 55.80  | 51.33  | 69.12  | 68.16  | 338.01 |
| 6                 | Áustria       | Anton Knoll Dariush Lotfi             | 42.60  | 42.00  | 62.40  | 64.80  | 44.55  | 57.60  | 313.95 |